# یلوینگتون (کنتاکی)
یلوینگتون (به انگلیسی: Yelvington) یک منطقهٔ مسکونی در ایالات متحده آمریکا است که در شهرستان دیویس، کنتاکی واقع شده‌است. یلوینگتون ۱۱۸٫۸۷ متر بالاتر از سطح دریا قرار دارد.